# Челышев, Павел Валентинович
Па́вел Валенти́нович Че́лышев (род. 13 августа 1954 года, Москва, СССР) – советский и российский философ, специалист в области истории философии и философии науки. Доктор философских наук (2003), профессор (2005). Действительный член Российской академии естествознания (РАЕ; 2012).
Профессор кафедры философии и истории Московского государственного горного университета (2003—2014). Профессор кафедры социальных наук и технологий Института базового образования Национального исследовательского технологического университета «МИСиС» (с 2014).

## Биография
Родился 13 августа 1954 года в Москве в семье служащих. Отец —  инженер-конструктор Челышев Валентин Васильевич. Мать — преподаватель английского языка Челышева Галина Степановна. Младшая сестра — психолог Анна Валентиновна Котенёва.
В 1977 году окончил очное отделение философского факультета МГУ имени М. В. Ломоносова по кафедре истории зарубежной философии. Учась в университете работал с осени 1972 по весну 1973 года
плотником в доме ребёнка № 7 Ленинского района г. Москвы.
В 1980 году окончил аспирантуру кафедры философии естественных факультетов МГУ имени М. В. Ломоносова.
Работает в организациях высшего профессионального образования с 1980 года.
В 1980–1985 годах — преподаватель кафедры философии и научного коммунизма Московского вечернего металлургического института.
В 1983 году в МГУ имени М. В. Ломоносова защитил диссертацию на соискание учёной степени кандидата философских наук по теме «Обыденное сознание как предмет анализа марксистско-ленинской философии» (специальность 09.00.01 — диалектический и исторический материализм); официальные оппоненты — доктор философских наук, профессор, главный научный сотрудник Института философии АН СССР, академик АПН РСФСР Л. П. Буева и кандидат философских наук Л. Б. Логунова; ведущая организация — Московский горный институт.
В 1985–1996 годах — старший преподаватель кафедры общественных наук Московской государственной консерватории имени П. И. Чайковского.
С 1996 года – доцент, с 2003 года – профессор кафедры философии и истории Московского государственного горного университета. В 2005 году присвоено учёное звание профессора по кафедре философии  к культурологии.
В 2003 году в МПГУ защитил диссертацию на соискание учёной степени доктора философских наук по теме «Обыденное сознание как проблема истории философии» (специальность 09.00.03 — история философии); официальные оппоненты — доктор философских наук, профессор В. С. Барулин, доктор философских наук, ведущий научный сотрудник Института философии РАН А. А. Горелов и доктор философских наук, профессор С. В. Кайдаков; ведущая организация — Московский государственный вечерний металлургический институт.
С 2014 года по настоящее время — профессор кафедры социальных наук и технологий Института базового образования Национального исследовательского технологического университета «МИСиС» и с 2015 года — заведующий сектором философии и культурологии. Читает курсы лекций: «Философия», «Основы теории и истории мировой и отечественной культуры», «Эстетика», «История и философия науки».
По вероисповеданию является православным. Крестился зимой 1985 года. Его духовником более 10 лет являлся священник Пётр Липатов (1961—2011), настоятель храма великомученика Димитрия Солунского на Благуше, с которым он познакомился, когда тот служил в храме Рождества Пресвятой Богородицы в Крылатском.

## Научная деятельность

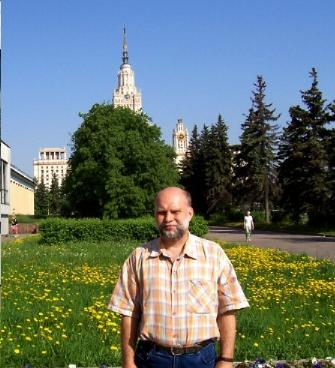
П. В. Челышев на фоне МГУ имени М. В. Ломоносова во время IV Российского философского конгресса "Философия и будущее цивилизации" (24-28 мая 2005 г., Москва)

П. В. Челышев путём историко-философского анализа реконструировал исторический путь религиозного и философского изучения обыденного сознания. Им по-новому осмыслены космоцентрическая, теоцентрическая, антропоцентрическая и социоцентрическая  модели обыденного сознания. Рассматривая космоцентрическую парадигму античной философии на основе различения чувственного и умопостигаемого знания П. В. Челышев провёл систематический анализ сущности обыденного сознания, которое понимается как докса (мнение). Он проследил историческое развитие доксы от натурфилософов до неоплатоников (Плотин, Прокл). Обращаясь к теоцентрической модели обыденного сознания, которая господствовала в средние века, исследовал ее на примере сочинений преподобного Симеона Нового Богослова. Также П. В. Челышев изучил взгляды Иммануила Канта и Георга Гегеля на диалектику обыденного и теоретического сознания, снявших дихотомическое противостояние научного и вненаучного знания и провозгласивших «автономность» и историческую «самоценность» обыденного сознания по отношению к другим формам сознания. Им подробно рассмотрен романтический идеал эстетического и религиозного преображения обыденного сознания. Беря в качестве примера философские системы неопозитивизма, неореализма и лингвистической философии «обыденного языка» П. В. Челышев обнаружил два наиболее частых подхода к исследованию обыденного сознания (сциентизм и антисциентизм) в западноевропейской философии XX века. Также он исследовал взгляды индийского мыслителя Ауробиндо Гхоша на обыденное сознание, который занимался развитием собственной интегральной концепции духовной трансформации материи, жизни и сознания. Обращаясь к социоцентрической парадигме П. В. Челышев  на основе теории деятельности провёл логический анализ природы обыденного сознания.
П. В. Челышев рассматривает обыденное сознание исходя из личностной теории деятельности как разновидность практически-духовного отношения к миру, как составную часть повседневной социально-преобразовательной деятельности во всём её многообразии, а также как определение самой жизни. Обыденное сознание способствует человеку в интегральном (мировоззренческом, гносеологическом, эстетическом, этическом, религиозном) освоении действительности на основе прагматического интереса. Это «ярмо полезности» угнетает в обыденном сознании Истину, Добро, Красоту, Правду, которые при таком отношении становятся  приятной забавой, украшением жизни, но не её смыслом. Отсюда пристальное внимание П. В. Челышев уделил осмыслению исторических попыток «исправления» и «улучшения» обыденного сознания в разных культурах, и попыток «сделать человека человечнее». П. В. Челышевым философски разрабатывается православное учение о необходимости онтологического духовного преображения , всей человеческой природы (души, ума, воли, жизненности, тела) силой благодати, силой божественных энергий.
Участник XXII (Сеул), XXIII (Афины), XXIV (Пекин) и XXV (Рим) Всемирных философских конгрессов.

## Награды

### Внутривузовские и правительственные награды
- Почётная грамота ректора Московской государственной консерватории П. И. Чайковского за отличную работу (1986)[2]
- Письменная Благодарность ректора МГГУ за многолетнюю и добро-совестную работу (2004)[2]
- Благодарность ректора МГГУ за хорошую и добросовестную работу (2009)
- Почётная грамота Министерства образования и науки Российской Федерации (2012)[2][7]
- Благодарность от и.о. ректора МГГУ. Пр. № 172/1 от 21.02. 2014
- Благодарность от ректора МИСиС. Пр. №2196 от 04.06 2014.
- Диплом за победу в конкурсе «Преподаватель года – 2015» в номинации «Лучший лектор». МИСиС, Эндаумент фонд.
- Серебряный Памятный Знак МИСиС, 2018.
- Медаль "За безупречную службу МИСиС" II степени.
- Медаль "За верность" НИТУ МИСИС, 128-6-18 / 2023
- Благодарность за эффективный труд и значительный вклад в развитие университета МИСИС, 24.09. 2024 от ректора НИТУ МИСИС А.А. Черниковой.

### Общественные награды
- Благодарности Фонда по премиям памяти Митрополита Московского и Коломенского Макария (Булгакова) за подписью председателя фонда архиепископа Екатеринбургского и Верхотурского Викентия за научный вклад и достижения в конкурсах работ в 2005 и 2009 гг.[1][2]
- Диплом и нагрудный знак "Золотая кафедра России" за достижения в области развития образования в России[2]
- Серебряная медаль имени В. И. Вернадского РАЕ за успехи в развитии отечественной науки (2011)[2]
- Почётное звание "Заслуженный деятель науки и образования" Российской Академии Естествознания (2011, № 01063)[2]
- Орден РАЕ "LABORE ET SCIENTIA" (ТРУДОМ И ЗНАНИЕМ). (2013) (Удостоверение №271)[2]
- Орден Александра Великого «За научные победы и свершения» // European scientific and industrial consortium (Европейский научно-промышленный консорциум «ESIC», 2015. AG 437 19.05.2015
- Диплом и золотая медаль (Diploma di Merito) за высокие достижения в профессиональной деятельности в области науки, культуры и образования от 07.04.2016. (Европалата, Eurochambers, Brussels, Belgium).

## Научные труды

### Монографии и учебные пособия
- Челышев П. В., Климов А. Л. Актуальные проблемы философии. Неоведантизм и христианство : Учеб. пособие / Челышев, П.В., Климов А.Л.; М-во образования Рос. Федерации. Моск. гос. горн. ун-т. Каф. философии и культурологии. — М. : Моск. гос. горн. ун-т, 2000. — 92, [1] с.
- Челышев П. В., Котенёва А. В. Актуальные проблемы философии. Вып. 1. Личность и защитные механизмы. Учебное пособие / Челышев П.В., Котенева А.В.; М-во образования Рос. Федерации. Моск. Гос. Ун-т. Кафедра философии и культурологии. – М.: Моск. гос. горн. ун-т, 200. – 81 с.
- Челышев П. В. Философия на рубеже тысячелетий (X-XI века) : (Материалы в помощь преподавателям и аспирантам, изучающим историю философии) / П. В. Челышев ; Моск. гос. горный ун-т, Каф. философии и культурологии. — М. : МГГУ, 2001. — 131 с.
- Челышев П. В. Проблема обыденного сознания и здравого смысла в истории философии./ П.В. Челышев; Моск. гос. горн. ун-т. Каф. философии и культурологии. — М. : МГГУ, 2002. — 198 с.
- Челышев П. В. Исторические парадигмы обыденного сознания / Павел Челышев ; М-во образования Рос. Федерации, Моск. гос. горный ун-т, Каф. философии и культурологии. — М. : МГГУ, 2003. — 231 с.
- Челышев П. В. Преподобный Симеон Новый Богослов о духовном преображении человека. Акафист / П. В. Челышев. — М. : Храм св. вмч. Димитрия Солунского, 2004. — 254 с. ISBN 5-87301-112-5.
- Челышев П. В. История и философия науки : учеб. пособие для аспирантов / П. В. Челышев; Федер. агентство по образованию, Моск. гос. горный ун-т, Каф. философии и культурологии. Ч. 1 : Философия науки как проблема истории философии. — М. : МГГУ, 2004. — 43 с.
- Челышев П. В. История и философия науки : учеб. пособие для аспирантов. Ч. 2 : Философия науки./ П. В. Челышев; Федер. агентство по образованию, Моск. гос. горный ун-т, Каф. философии и культурологии. — М. : МГГУ, 2004. — 41 с.
- Челышев П. В. История и философия науки : учеб. пособие для аспирантов. Ч. 3 : История науки. / П. В. Челышев; Федер. агентство по образованию, Моск. гос. горный ун-т, Каф. философии и культурологии. — М. : МГГУ, 2004. — 34 с.
- Челышев П. В. Обыденное сознание, или Не хлебом единым жив человек / П. В. Челышев ; Федер. агентство по образованию, Моск. гос. горный ун-т, Каф. философии и культурологии. — М. : МГГУ, 2006. —  264 с. (статья Кризис обыденного сознания в современном мире)
- Челышев П. В. Обыденное сознание как фактор жизни. — М. МГГУ, 2006. - 26 с.
- Челышев П. В., Челышева В. Ф. Очерки по истории и философии науки : учеб. пособие для аспирантов / П. В. Челышев, В. Ф. Челышева ; Федер. агентство по образованию, Моск. гос. горный ун-т, Каф. философии и культурологии. — М. : МГГУ, 2007. — 148 с.
- Челышев П. В. Философия неоведантизма: Ауробиндо Гхош о человеческом цикле исторического развития. Учебное пособие. — М., 2008. — 264 с.
- Челышев П. В. Очерки по истории и философии науки : [учеб. пособие] / П. В. Челышев ; [Моск. гос. горный ун-т]. — М. : Изд-во Моск. гос. горного ун-та, 2009. — 221 с. ISBN 978-5-7418-0560-2.
- Челышев П. В. Духовный опыт античного неоплатонизма: Плотин и Прокл о смысле человеческой жизни. Учебное пособие. / П. В. Челышев ; Федер. агентство по образованию, Моск. гос. горный ун-т, Каф. философии и культурологии. — М. : МГГУ, 2010. — 93 с. : портр.
- Челышев П. В. Духовный опыт античного неоплатонизма в свете христианства. Учебное пособие. - М.: МГГУ, 2010
- Челышев П. В., Челышева П. В., Котенева А. В. Очерки по социальной философии: утопическая мысль от древности до наших дней / П. В. Челышев, П. В. Челышева, А. В. Котенева ; М-во образования и науки РФ, Моск. гос. горный ун-т, каф. философии и культурологии. — М. : МГГУ, 2012. — 350, [1] с.
- Челышев П. В., Челышева П. В., Котенева А. В. Очерки по социальной философии: утопическая мысль от древности до наших дней / П. В. Челышев, П. В. Челышева, А. В. Котенева; Saarbrücken: Palmarium Academic Publishing, 2013. – 357 с. ISBN 978-3-659-98215-6
- Челышев П. В., Котенёва А. В. Очерки по истории мировой культуры: боги и герои античной мифологии / П. В. Челышев, А. В. Котенева ; Моск. гос. горный ун-т, каф. философии и культурологии. — М. : Роликс, 2013. — 350 с. ISBN 978-5-91615-032-2
- Челышев П. В. Античный космос и его обитатели. — Saarbrücken: LAP LAMBERT Academic Publishing, 2016. – 154 с. ISBN 978-3-659-96641-5
- Челышев П. В. Предмет философии: учебное пособие / М-во образования и науки РФ, НИТУ "МИСиС", Кафедра социальных наук и технологии. - М.: Эдитус, cop. 2017. — 24 с. ISBN 978-5-00058-596-2
- Челышев П. В. Словарь-минимум по философии: учебное пособие / Министерство образования и науки РФ, НИТУ "МИСиС", Кафедра социальных наук и технологий. — М.: Эдитус, 2017. — 23 с. ISBN 978-5-00058-595-5
- Челышев П. В. Философия в лицах или мыслители, изменившие обыденное восприятие мира. От Платона до Гегеля: учебное пособие / М-во образования и науки РФ, НИТУ "МИСиС", Кафедра социальных наук. — М.: Эдитус, 2017. — 23 с. ISBN 978-5-00058-600-6
- Челышев П. В. Герои Троянской войны: учебное пособие / Министерство образования и науки РФ, НИТУ "МИСиС", Кафедра социальных наук и технологий. — М.: Эдитус, 2017. — 27 с. ISBN 978-5-00058-604-4
- Челышев П. В. История и философия науки. М.: Эдитус, 2018. — 232 с. ISBN 978-5-00058-944-1
- Челышев П. В. Хрестоматия по философии. Онтология. (От Античности до Нового времени).	Учебное - пособие электронный ресурс; – М.: Изд. Дом НИТУ МИСиС, 2019. 144 с. ISBN 978-5-906953-84-1.
- Челышев П. В. Хрестоматия по философии. Гносеология. – М.: Изд. Дом НИТУ "МИСиС", 2019. 149 с. ISBN 978-5-906953-83-4.
- Челышев П. В. Духовно-нравственное измерение человека и общества. Актуальные проблемы философии. Монография. — М.: Эдитус, 2020. — 124 с. ISBN 978-5-00149-282-5
- Челышев П. В. Введение в философию: онтология и гносеология. Учебник для высших учебных заведений. — М.: Эдитус, 2021. — 186 с. ISBN 978-5-00149-529-1.
- Челышев П. В. Введение в философию: антропология, социальная философия, философия техники и история философии. Учебник для вузов. — М.: Эдитус, 2022. — 230 с. ISBN 978-5-00149-749-3
- 'Chelyshev, P. V. Actual problems of the philosophy of history: Driving forces and the end of history as the result of creative freedom. Study guide for bachelors. – М.: Editus, 2023. – 108 p. ISBN 978-5-00149-993-0
- 'Chelyshev, P. V., Koteneva, A.V. Spiritual and moral foundations of the personality of a mining sttudent. Study guide for bachelors and postgraduates. - M.: Editus, 2023.- 64 с. ISBN 978-5-00217-169-09
- Челышев П. В. Хроники Илиона: духовно-нравственные основания истории. Пособие для бакалавров. - М.: Эдитус, 2024. - 64 с. ISBN 978-5-00217-251-1
- Челышев П. В. Хроники Илиона: Троянская война и конец рода героев. Пособие. М.: Эдитус, 2025. 66 с. ISBN 978-5-00217-478-2
- Челышев П. В. Очерки по истории культуры: феномен героического в античной мифологии. Пособие. М.: Эдитус, 2025. 72 с. ISBN 978-5-00217-477-5
- Челышев П. В., Котенева А.В. Религиозный фактор в структуре личности современных студентов. Пособие. - М.: Эдитус, 2024. - 64 с. ISBN 978-5-00217-250-4

### Учебно-методические работы
- Челышев П. В. Программа учебной дисциплины "Основы теории и истории мировой и отечественной культуры" / П. В. Челышев ; М-во образования и науки РФ, Моск. гос. горный ун-т, каф. философии и культурологии. — М. : МГГУ, 2011. — 58 с.
- Челышев П. В., Карноухов В. А., Шашенков В. А. Программа по дисциплине "История и философия науки" : (для аспирантов) / П. В. Челышев, В. А. Карноухов, В. А. Шашенков ; М-во образования и науки РФ, Моск. гос. горный ун-т, каф. философии и культурологии. — М. : МГГУ, 2011. — 27 с.
- Челышев П. В. Программа учебной дисциплины "Философия" / П. В. Челышев ; М-во образования и науки РФ, Моск. гос. горный ун-т, каф. философии и культурологии. — М.: МГГУ, 2011. — 57 с.

### Статьи и тезисы
на русском языке
- Челышев П. В. Соотношение обыденного и научного сознания в философии Канта и Гегеля //Философско-методологические и социологические аспекты развития науки в условиях НТР. — М.,1982;
- Челышев П. В. Специфика научного сознания //Духовная жизнь общества и структура общественного сознания. — М., 1988;
- Челышев П. В. Алхимия – образ средневековой науки // Философия развития общества и науки. — М., 1998;
- Челышев П. В., Муравьёв В. К. Социальная философия неоведантизма (По работе Шри Ауробиндо Гхоша «Человеческий цикл») //Философское наследие и современность. Учебное пособие (для студентов всех специальностей) — М.: МГГУ, 1999. — С. 4-17.
- Челышев П. В. Назад к истокам, или прп. Симеон Новый Богослов об условиях богопознания и бессмертия // Вестник Российского философского общества. — 2002. — № 2 (22).
- Челышев П. В. Теория и практика интегральной йоги Ауробиндо Гхоша в свете христианства // Рационализм и культура на пороге третьего тысячелетия: Материалы Третьего Российского Философского конгресса (16 — 20 сентября 2002 г.) В 4 т. Т. 4. Ростов-на-Дону, 2002. — С.436 — 438. ISBN 5-87872-172-4.
- Челышев П. В. Духовное преображение человека: опыт православной педагогики // Разум и безумие в мировой истории – Научная конференция, посвященная 120-летию со дня рождения выдающегося немецкого философа и ученого Карла Ясперса и 90-летию публикации его фундаментального труда «Общественная психопатология». – Гуманитарный педагогический институт. Международная академия ноосферы (устойчивого развития). Институт национальной стратегии реформ. – 11 апреля 2003. (Обзор материалов конференции дан в статье: Водолагин А.В. Разум и безумие в мировой истории // Национальные интересы, № 3 (26), 2003. – С. 20 – 23.
- Челышев П. В. Философия истории: неоведантизм о циклах исторического развития общества //Философия и будущее цивилизации: Тезисы докладов и выступлений IV Российского философского конгресса (Москва, 24 — 28 мая 2005 г.): В 5 т. Т .3. — М.: Современные тетради, 2005. — с. 234—235.ISBN 5-88289-282-1 (т.3)
- Челышев П. В. Как стать богами, или прп. Симеон Новый Богослов о духовном преображении человека // Труды членов Российского философского общества. Вып. 14. — М.: Российское философское общество, 2007. — С. 279-291. (копия)
- Челышев П. В. Наука и религия в современном мире // Труды членов Российского философского общества. Вып 15. - М., 2008. — С. 340-349, ISBN 978-5-8443-0066-0;
- Челышев П. В. Преподобный Симеон Новый Богослов о смысле жизни // XXII Всемирный философский конгресс, Сеул 31 июля - 5 августа 2008 года
- Челышев П. В. Социальная философия христианства: учение о двух градах// Актуальные проблемы вузовской науки: теоретические и практические аспекты.Материалы Всероссийской научно-практической конференции, 1 декабря 2009 г., Тамбов. Федеральное агентство по образованию ГОУВПО "Тамбовский государственный университет имени Г. Р. Державина", Общественная организация - Тамбовское областное отделение Академии гуманитарных наук. Тамбов: Издательский дом ТГУ имени Г. Р. Державина, 2009. — С. 19 - 23.
- Челышев П. В. Идеалистическое понимание истории: учение "О Двух Градах" в философии блж. Августина и прп. Симеона Нового Богослова // Труды членов Российского философского общества. Выпуск 16. М.: Российское философское общество,2009. — С. 158-172 (также опубликовано в Философское наследие и современность. Сборник научных трудов. Вып. 9. - М.: МГГУ, 2010. — С. 3-22 и в Духовный опыт античного неоплатонизма в свете христианства. Гл. II, параграф 2. Православное понимание истории: учение о "двух градах". — М.: МГГУ, 2010. — С. 67-84.
- Челышев П. В. Ауробиндо Гхош о стадиях исторического развития человеческого общества // Наука. Философия. Общество. Материалы V Российского философского конгресса. Т. II. — Новосибирск: Параллель, 2009. — С. 106—107. ISBN 978-5-98901-056-1.
- Челышев П. В., Челышева В. Ф. Философско-методологические аспекты обучения иностранному языку //Актуальные проблемы вузовской науки: теоретические и практические аспекты. Материалы III Всероссийской научно-практической конференции, 1 декабря 2010 г., Тамбов.Федеральное агентство по образованию ГОУВПО "Тамбовский государственный университет имени Г. Р. Державина", Общественная организация - Тамбовское областное отделение Академии гуманитарных наук. — Тамбов: Издательский дом ТГУ имени Г. Р. Державина, 2009. — С. 16 - 19.
- Челышев П. В. Денежный фетишизм в свете Библейской парадигмы // Феномен денег и современная монетарная политика. "Круглый стол - Осенние банковские чтения", организованный кафедрой банковского дела Всероссийской государственной налоговой академии Министерства финансов Российской Федерации (ВГНА Минфина России. Обзор конференции: Кабир Л. С. Научно-практические проблемы монетарного регулирования российской экономики (обзор)// Журнал "Финансы и Кредит" 8 (392), февраль 2010
- Челышев П. В., Челышева В. Ф. «Классическая» и «неклассическая» модели обучения иностранным языкам // Мат–лы Междунар. научно-практ. конф. «Межкультурная коммуникация и лингвокультурология: инновационные проекты в профессионально-ориентированном обучении иностранным языкам в условиях глобализации», 18–20 января 2011 г. — М.: Государственный университет управления, 2011.
- Челышев П. В. Античный монастырь или идеальное государство Платона // Научный электронный архив
- Челышев П. В. Социальная философия Ауробиндо Гхоша и «Камень преткновения» // Научный электронный архив РАЕ
- Челышев П. В. "Социальная философия прп. Симеона Нового Богослова. Social philosophy of St. Symeon the New Theologion.//Философия в современном мире: диалог мировоззрений: Материалы VI Российского философского конгресса (Нижний Новгород, 27-30 июня 2012 г.) В 3 т. Т.1 - Нижний Новгород: Издательство Нижегородского гос. университета им. Н. И. Лобачевского. - С. 27..
- Челышев П. В. Библейская парадигма глобализма // Труды членов Российского философского общества. Вып. 18. — М., 2012. — С. 147-153. ISBN 978-5-8443-0108-7
- Челышев П. В. Гесиод: история человеческих родов  // Научный электронный архив РАЕ. (дата обращения: 26.01.2014).
- Челышев П. В. Попытки усовершенствования обыденного сознания в истории культуры // Международный журнал прикладных и фундаментальных исследований. 2015. №3. Ч. 1. С. 110–113. Журнал включён в международные базы данных Ulrich's Periodicals directory. ISSN 1996-3955
- Челышев П. В. Фильм А.П. Звягинцева «Левиафан» – зеркало современной цивилизации // Вестник Российского философского общества. 2015. 1 (73). С.71-73
- Челышев П. В. Боги и демоны античной мифологии // Международный журнал прикладных и фундаментальных исследований. 2016. №1. Ч. 1. С. 85-89.
- Челышев П. В. Платон об идеальных и ложных философах  // Международный журнал прикладных и фундаментальных исследований. 2016. №. 3. Ч. 2. С.
- Челышев П. В., Котенёва А. В. Личностные факторы жизнестойкости студентов-горняков // Горный журнал. 2019. №11. С.87-92. Doi:10.17580/gzh. 2019.11.16 (Входит в перечень Scopus).
- Челышев П. В. Мистический реализм прп. Симеона Нового Богослова как способ Богопознания // Восьмой Российский Философский Конгресс - «Философия в полицентричном мире». Секции (I). Сборник научных статей. — М.: РФО - ИФРАН - МГУ. Издательство “Логос”, ООО «Новые печатные технологии» (Москва), 2020. — С. 563-565.
- Котенёва А. В., Челышев П. В. Религиозная идентичность и психологическое здоровье студентов // Международная конференция «Высшее образование в современном мире: история и перспективы» 23-25 декабря 2019 г. Дюссельдорф (Германия). Декабрь, 2019. (Высшее образование в современном мире: история и перспективы: международная междисциплинарная коллективная монография. Издание второе, дополненное). — М.: Энциклопедист Максимум, 2020. – С. 254-269.
- Челышев П. В. Основной вопрос философии: диалектика субъекта и объекта познания в немецкой классической философии и марксизме // Манускрипт, 2024, том 17, вып. 2, с. 130-137. https://manuscript-journal.ru/article/mns20240019/fulltext}}

на других языках
- Chelyshev P. V. St. Symeon The New Theologian about the Meaning of Life // Abstracts // Rethinking philosophy today: XXII World Congress of Philosophy. (July 30 — August 5, 2008). — Seoul National University. — Seoul, Korea. — P. 94.
- Chelyshev P. V. Crisis of the Ordinary Consciousness in the Modern World // Abstracts // Rethinking philosophy today: XXII World Congress of Philosophy. (July 30 — August 5, 2008). — Seoul National University. — Seoul, Korea. — P. 94.
- Chelyshev P. V. Social philosophy of St. Symeon the New Theologian // Abstracts of the XXIII World Congress of Philosophy in alphabetical order of the authors. // Copyright 2013: Greek Philosophical Society and FISP. — P. 111—112;
- Chelyshev P. V. Ordinary Consciousness or a man shell not live by bread Alone // Catalog of the scientific, education and methodical literature presented by authors at the I-XXIV all-Russian exhibition held by Academy of Natural History: Exposition on the Paris Book Fair 2015. – M.: Pablishing House «Academy of History», 2015. P. 169– 170.
- Chelyshev P. V.,Koteneva A. V. Essays on history of world culture: Gods and Heroes of Antique Mythology  // Catalog of the scientific, education and methodical literature presented by authors at the I-XXIV all-Russian exhibition held by Academy of Natural History: Exposition on the Paris Book Fair 2015. – M.: Pablishing House «Academy of History», 2015. P. 170.
- Chelyshev P. V.,  Chelysheva P. V., Koteneva A. V. Essays on social Philosophy: utopian idea from ancient times to modern days // Catalog of the scientific, education and methodical literature presented by authors at the I-XXIV all-Russian exhibition held by Academy of Natural History: Exposition on the Paris Book Fair 2015. – M.: Pablishing House «Academy of History», 2015. P. 170.
- Chelyshev P. V. Orthodox understanding of society in the middle ages // European Journal of natural history. 2013. № 6. P. 68–70.
- Chelyshev P. V. Biblical paradigm of globalization in «The Revelation» of St. Johan // European Journal of natural history. 2013. № 6. P. 71–72.
- Chelyshev P. V Medieval alchemy – the predecessor of experimental science of new time // European Journal of natural history. 2014. № 1. P. 48-51.
- Chelyshev P. V. Everyday consciousness in a global civilization // European Journal of natural history. 2015. № 1. P. 18-21.
- Chelyshev P. V. Contemporary art about the tragic fate of man in global civilization: reflectios on A.P. Zvyagintsev's film «Leviathan» // European Journal of natural history. 2015. № 6.  P. 28-30.https://world-science.ru/en/article/view?id=33499
- Chelyshev, P. V., Korolev A.D." The chronicle of the main events and

a brief analysis of the materials of xxv world philosophical congress in Rome // European Journal of natural history № 5, 2024. P. 14-18. https://s.world-science.ru/pdf/2024/2024_5.pdf
- Chelyshev, P. V. The Image of the Ideal Person or Plato on the Nature, Place and the Tragic Fate of Philosophers in the Republic // Agathos : an International Review of the Humanities and Social Sciences. – Romania: Alexandru Ioan Cuza University Press, 2019. Volume 10, Issue 1 (19): 7-15. (Входит в перечень Web of Science)
- Chelyshev, P. V. The Nature of Creativity: Freedom and Moral Responsibility of  Man in Creative Activity// Agathos : an International Review of the Humanities and Social Sciences. – Romania: Alexandru Ioan Cuza University Press, 2019. Volume 11, Issue 2/2019 2(19): 65-77. (Входит в перечень Web of Science).
- Koteneva A. V., Chelyshev P. V. Psychological resistance of mining students to stress factors // “Eurasian Mining”, 2020, №1 (33), pp. 84–88.

```
 
doi
:
10.17580/em.2020.01.17
 (
Входит в перечень 
Scopus
). 
```

- Koteneva A. V., Chelyshev P. V. Spiritual and moral bases of psychological safety of mining-student s // “Eurasian Mining”, 2020, №2 (34), pp. 68–72. doi:10.17580/em.2020.02. 16(Входит в перечень Scopus).

Chelyshev, P. V. Aurobindo Ghosh‟s philosophy of culture: From barbarism, civilization and culture to the spiritual transformation of man  // Agathos : an International Review of the Humanities and Social Sciences. –  Romania: Alexandru Ioan Cuza University Press, 2025. Volume 16, Issue 2025 1(30): 7-15. (Входит в перечень Web of Science). https://www.agathos-international-review.com/issues/2025/30/Agathos30.pdf

### Переводы
- Челышев П. В. Хрестоматия. Книга для чтения по истории философии. — М.: МГГУ, 2011. — Ауробиндо — С.315-327. (Человеческий цикл. Перевод с англ. избранных глав книги The Human Cycle, главы I и XXIV. Перевод выполнили: П. В. Челышев и В. К. Муравьев.)
- Ауробиндо Гхош. Человеческий цикл / Пер. с англ. книги Human Cycle: П. В. Челышев и В. К. Муравьев (консультанты-переводчики В. Ф. Челышева и К. А. Бестужева, перевод выполнен по благословению протоиерея Алексея Дубровского) (Челышев П.В. Философия неоведантизма: Ауробиндо Гхош о человеческом цикле исторического развития. Учебное пособие. – М.: МГГУ, 2008. Приложение: С. 49 – 260.)

### Рецензии
- Челышев П. В. Рец. на книгу А. В. Котенёвой «Духовность личности как фактор преодоления деструктивной психологической защиты» – М.: МГТУ имени А. Н. Косыгина – 376 с. // Вестник Российского философского общества. – 4(44), 2007. — С. 193 – 194.
- Челышев П. В., Котенёва А. В., Липатов П. Рец. на книгу священника Мороза А., Берсеневой Т.А. "Уроки добротолюбия" Санкт-Петербург: Сатис, 2004. – 219 с. // «Вестник Российского философского общества». – М., 2005. №2(34). – С. 217–218.

## Публицистика
- Челышев П. В. Союз духовного и светского // «Горняцкая смена». – Газета Московского государственного горного университета. – № 1 – 2 (январь–февраль), 2008.
- Челышев П. В. На южном склоне Акрополя. // «Горняцкая смена». – Газета Московского государственного горного университета. – № 7 (сентябрь), 2013.

- Челышев П. В. Университет МИСИС и Философский конгресс. https://dzen.ru/a/Zu1V2xMUhC0DSnV1